# Найхінське сільське поселення
Найхі́нське сільське поселення (рос. Найхинское сельское поселение) — сільське поселення у складі Нанайського району Хабаровського краю Росії.
Адміністративний центр — село Найхін.

## Населення
Населення сільського поселення становить 1610 осіб (2019; 1746 у 2010, 1979 у 2002).

## Склад
До складу сільського поселення входять:
| Населений пункт | Населення, осіб (2002) | Населення, осіб (2010) |
| --------------- | ---------------------- | ---------------------- |
| Даєрга, село    | 941                    | 801                    |
| Найхін, село    | 1038                   | 945                    |